# Santander Golf Tour
El Santander Golf Tour es un circuito de golf profesional femenino que se celebra en España desde 2016. Este circuito tomó el relevo al anterior Banesto Tour, cuyas características eran similares y cuyo inicio data de 2009.
El patrocinador principal del circuito es el Banco Santander.

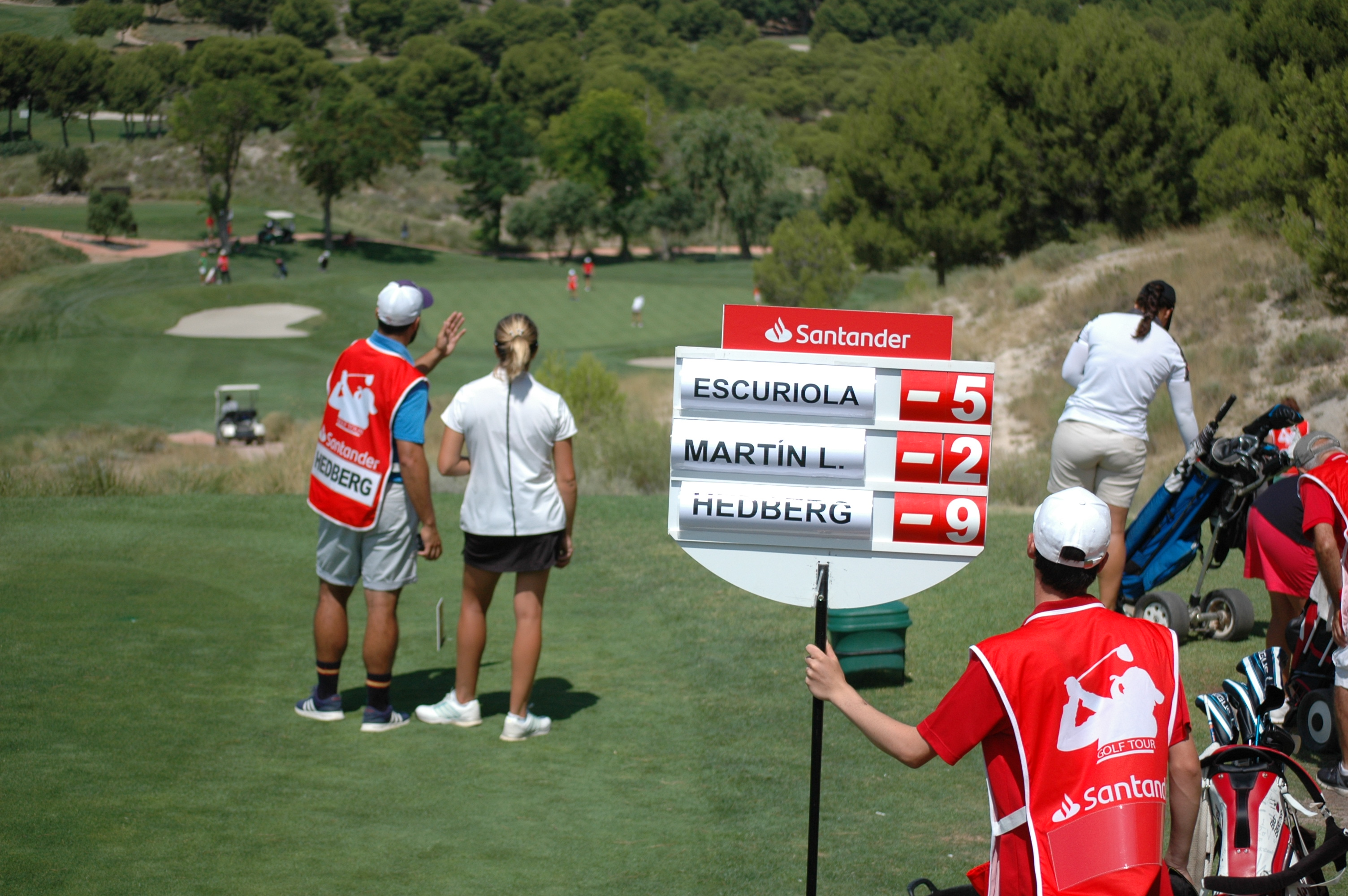
Torneo Santander Golf Tour

La empresa organizadora del Santander Golf Tour es Deporte & Business Sports Marketing, S.L., agencia de marketing deportivo especializada en la promoción y organización de eventos de golf.

## Palmarés
2016
| Fecha          | Campo                                    | Ganadora          | Resultado |
| 8-9 abr.       | Real Golf de Pedreña                     | Victoria Lovelady | 139 (-3)  |
| 25-26 may.     | Club Zaudín Golf                         | Noemí Jiménez     | 132 (-10) |
| 24-25 jul.     | Izki Golf                                | Gabriela Cowley   | 136 (-8)  |
| 08-10 jul.     | RCG Guadalmina (campo sur) *             | Natalia Escuriola | 202 (-14) |
| 30 ago-01 sep. | CG El Saler                              | Laura Cabanillas  | 145 (+1)  |
| 08-09 sep.     | CG Vallromanes                           | Carolina González | 138 (-6)  |
| 20-22 oct.     | RCG La Peñaza (LETAS)                    | Meghan MacLaren   | 203 (-13) |
| 4-5 nov.       | Golf Santander (Última ronda suspendida) | Virginia Espejo   | 69 (-3)   |

2017
| Fecha      | Campo                | Ganadora             | Resultado |
| 26-27 abr  | Golf Santander       | Luna Sobrón          | 139 (-5)  |
| 19-20 may  | RCG La Peñaza        | Patricia Sanz Barrio | 134 (-10) |
| 29-30 jun. | CG Vallromanes       | Silvia Bañón         | 139 (-5)  |
| 13-14 sep. | Real Golf de Pedreña | Luna Sobrón          | 135 (-7)  |
| 19-20 oct. | CG Zaudín *          | Natalia Escuriola    | 198 (-15) |
| 26-27 oct  | CG El Saler          | Emma Nilsson         | 210 (-6)  |

(*) Campeonato de España de Profesionales.
2018
| Fecha      | Campo            | Ganadora                         | Resultado |
| 12-13 jul. | C.G. Escorpión   | Manon de Roey                    | 139 (-5)  |
| 19-20 jul. | R.C.G. La Peñaza | Camila Hedberg                   | 137 (-7)  |
| 26-27 jul. | Mijas Golf       | Elina Nummenpaa                  | 139 (-5)  |
| 5-6 sep.   | R.C.G. Sevilla*  | Natasha Fear y Natalia Escuriola |           |
| 3-4 oct.   | C.G. Lerma       | Mireia Prat                      | 139 (-6)  |
| 10-11 oct. | R.C.G. La Coruña | Camila Hedberg                   | 146 (+2)  |
| 17-18 oct. | R.S.G. Neguri    | Laura Gómez                      | 140 (-4)  |
| 24-25 oct. | Norba Golf       | Laura Murray                     | 137 (-7)  |
| 8-10 nov.  | R.C.G El Prat    | Julia Engstrom                   | 213 (-3)  |
| 14-16 nov. | R.C.G Pedreña**  | Luna Sobrón                      | 130 (-10) |

(*) Torneo de Dobles.
(**) Campeonato de España de Profesionales. 

2019
| Fecha        | Campo               | Ganadora                     | Resultado |
| 28-29 mar.   | Norba Golf          | Natalia Escuriola            | 142 (-2)  |
| 11-12 abril. | Lauro Golf          | Nuria Iturrios               | 140 (-4)  |
| 9-10 may.    | C.G. Basozabal      | Mireia Prat                  | 140 (-2)  |
| 18-19 jul.   | C.G. Escorpión      | Manon de Roey                | 139 (-5)  |
| 10-11 oct.   | C.G. Lerma          | María Palacios               | 136 (-8)  |
| 16-17 oct.   | R.C.G. La Peñaza    | Laura Gómez                  | 139 (-5)  |
| 23-24 oct.   | R.C.G. de La Coruña | Rachel Goodall               | 140 (-4)  |
| 13-14 nov.   | R.C. Sevilla Golf*  | Silvia Bañón y Noemí Jiménez | 134 (-10) |
| 20-21 nov.   | RCG El Prat         | Johanna Gustavsson           | 142 (-2)  |
| 11-13 dic.   | Golf Santander**    | Luna Sobrón                  | 212 (-4)  |

(*) Torneo de Dobles.
(**) Campeonato de España de Profesionales.
2020
| Fecha      | Campo             | Ganadora      | Resultado |
| 3-4 sep.   | Real Golf Pedreña | Harang Lee    | 136 (-6)  |
| 14-16 oct. | C.G. Lerma        | Luna Sobrón   | 204 (-12) |
| 20-22 oct. | Lauro Golf        | Agathe Laisne | 137 (-5)  |
| 27-28 oct. | Golf Santander    | Ana Peláez    | 135 (-6)  |
| 3-5 dic.   | Oliva Nova Golf*  | Luna Sobrón   | 212 (-4)  |

(*) Torneo de Dobles.
(*) Campeonato de España de Profesionales.
2021
| Fecha          | Campo             | Ganadora                        | Resultado  |
| 16-17 jun.     | Lauro Golf        | Carla Bernat                    | 139 (-5)   |
| 30 jun.-1 jul. | Oliva Nova Golf * | Almudena Blasco y Maho Hayakawa | 137 (-7)   |
| 7-9 jul.       | Lerma Golf        | Marta Pérez                     | Match Play |
| 22-24 jul.     | R.C.G La Peñaza   | Rachael Goodall                 | 204 (-12)  |
| 29-30 sept.    | R.C.G La Coruña   | Clara Moyano                    | 137 (-7)   |
| 20-22 oct.     | R.C.G El Prat     | Charlotte Liautier              | 216 (Par)  |
| 27-28 oct.     | C.G.B Larrabea    | Piti Martínez Bernal            | 142 (-2)   |
| 11-12 nov.     | R.C.G Pedreña     | Clara Moyano                    | 138 (-2)   |
| 2-4 dic.       | R.C. Sevilla**    | Mireia Prat                     | 213 (-3)   |

(*) Torneo de Dobles.
(*) Campeonato de España de Profesionales.
2022
| Fecha          | Campo                | Ganadora                                 | Resultado  |
| 24-25 mar.     | R.C.G La Peñaza      | Camilla Hedberg                          | 139 (-5)   |
| 15-16 jun.     | R.C.G La Coruña      | Laura Gómez                              | 146 (-3)   |
| 7-8 jul.       | Oliva Nova Golf      | Natalia Escuriola                        | 143 (-1)   |
| 13-14 jul.     | R.S.G. Neguri        | Natalia Escuriola                        | 141 (-3)   |
| 21-23 jul.     | Golf Torrequebrada   | Sara Kouskova                            | 211 (-5)   |
| 6-8 oct.       | Golf Lerma           | Verena Gimmy                             | 203 (-13)  |
| 10-11 nov.     | Peralada Golf *      | Piti Martínez Bernal y Natalia Escuriola | 130 (-12)  |
| 16-18 nov.     | Real Golf de Pedreña | Elena Hualde                             | Match Play |
| 30 nov.-2 dic. | R.C Sevilla Golf **  | Teresa Toscano                           | 208 (-8)   |

(*) Torneo de Dobles.
(**) Campeonato de España de Profesionales.
2023
| Fecha          | Campo                | Ganadora                       | Resultado  |
| 1-3 mar.       | Peralada Golf        | Lucie André                    | 214 (+1)   |
| 29-30 marz.    | R.C.G San Sebastián  | Mireia Prat                    | 143 (1)    |
| 19-20 abr.     | Lerma Golf           | Mireia Prat                    | 132 (-12)  |
| 4-5 may.       | Sherry Golf *        | Amaia Latorre y Nuria Iturrioz | 128 (-16)  |
| 24-25 may.     | R.C.G. La Coruña     | Amaia Latorre                  | 142 (-2)   |
| 26-28 oct.     | R.C.G. La Peñaza     | Elena Moosmann                 | 207 (-9)   |
| 4-5 nov.       | El Bosque Golf       | María Herráez                  | Par (144)  |
| 8-10 nov.      | Real Golf de Pedreña | Mireia Prat                    | Match Play |
| 29 nov.-1 dic. | Lauro Golf**         | Nuria Iturrioz                 | 210 (-6)   |

(*) Torneo de Dobles.
(**) Campeonato de España de Profesionales.
2024
| Fecha      | Campo                | Ganadora                    | Resultado  |
| 17-18 abr. | Empordà Golf         | María Herráez               | 137 (-7)   |
| 08-09 may. | El Bosque Golf *     | María Herráez y Clara Young | 130 (-14)  |
| 30-31 may. | Izki Golf            | Marta Pérez                 | 143 (-1)   |
| 12-14 jun. | Real Golf de Pedreña | Nina Pegova                 | Match Play |
| 20-22 jun. | Naturávila Golf      | Helen Briem                 | 202 (-14)  |
| 03-04 jul. | C.G. Logroño         | Elena Hualde                | 140 (-4)   |
| 16-17 oct. | R.C.G. La Coruña     | Darcey Harry                | 144 (Par)  |
| 06-07 nov. | Club Zaudín Golf     | Lucie Malchirand            | 131 (-11)  |
| 21-23 nov. | R.C.G. Guadalmina**  | Ana Peláez                  | 202 (-14)  |

(*) Torneo de Dobles.
(**) Campeonato de España de Profesionales.

## Participantes y ranking
En el Santander Golf Tour pueden participar golfistas femeninas tanto nacionales como internacionales, así como jugadoras amateurs de primera categoría. Sus ediciones se celebran bajo la aquiescencia y el reconocimiento del Ladies European Tour y la Real Federación Española de Golf.

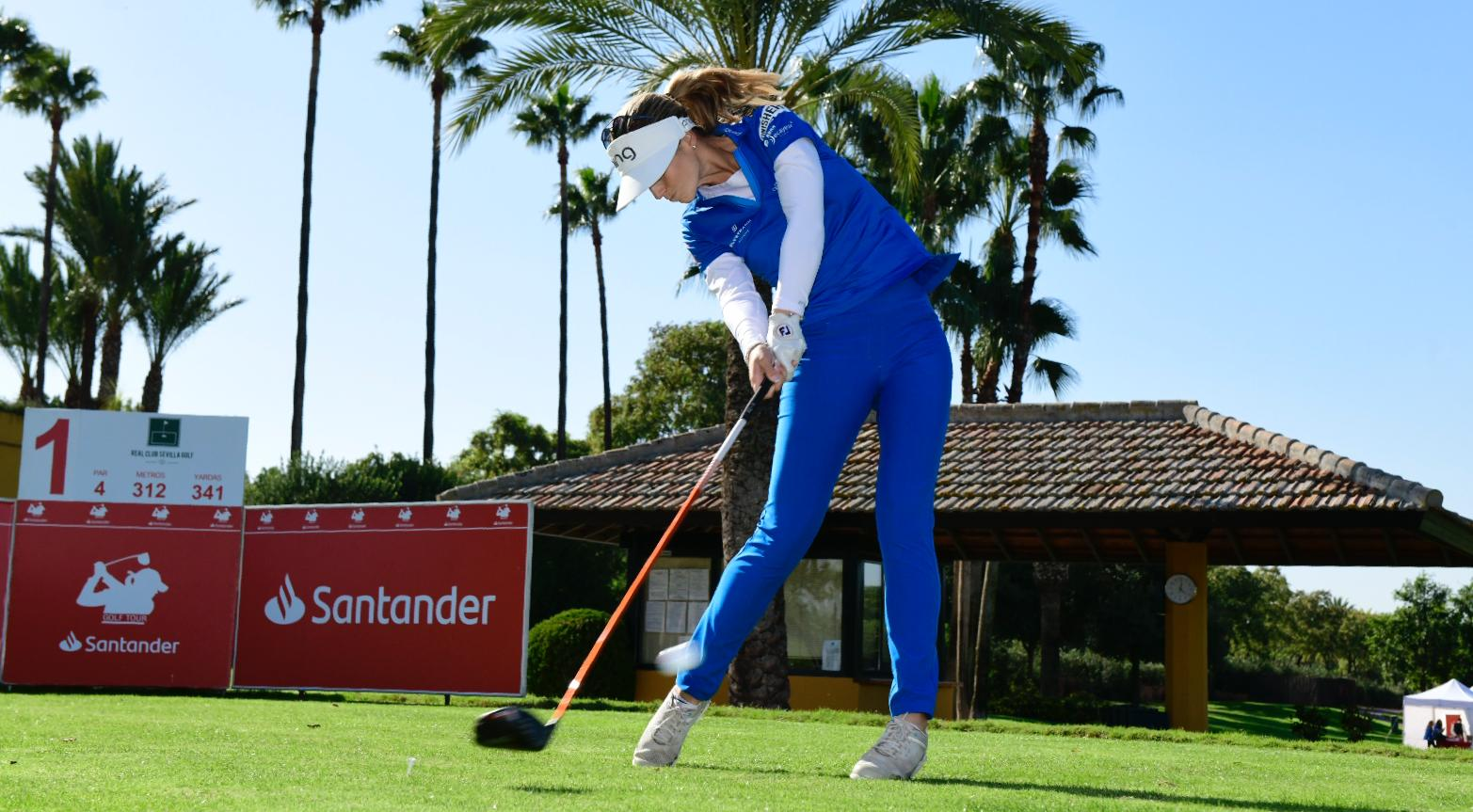
Noemí Jiménez, ganadora en Sevilla Golf.

Los torneos del Santander Golf Tour se disputan en diferentes modalidades, siendo la más habitual a 36 hoyos Stroke Play en dos vueltas consecutivas de 18 hoyos cada día.
Paralelamente a la dotación económica, las jugadoras que se inscriben como miembros del circuito acumulan puntos en cada prueba para el ranking anual del circuito.
La ganadora del ranking al finalizar la temporada obtiene una serie de beneficios, entre los que se encuentra una plaza para acudir directamente a la Fase Final de la Escuela de Clasificación del Ladies European Tour.